# Большой Гумбет
Большой Гумбет — река в России, протекает по Оренбургской области. Устье реки находится в 14 км от устья реки Большой Юшатырь по правому берегу. Длина реки составляет 37 км.

## Происхождение названия
Топоним восходит к башкирскому личному мужскому имени Гумбет.

## Данные водного реестра
По данным государственного водного реестра России относится к Уральскому бассейновому округу, водохозяйственный участок реки — Сакмара от впадения реки Большой Ик и до устья. Речной бассейн реки — Урал (российская часть бассейна).
Код объекта в государственном водном реестре — 12010000712112200007005.